# Via Krupp

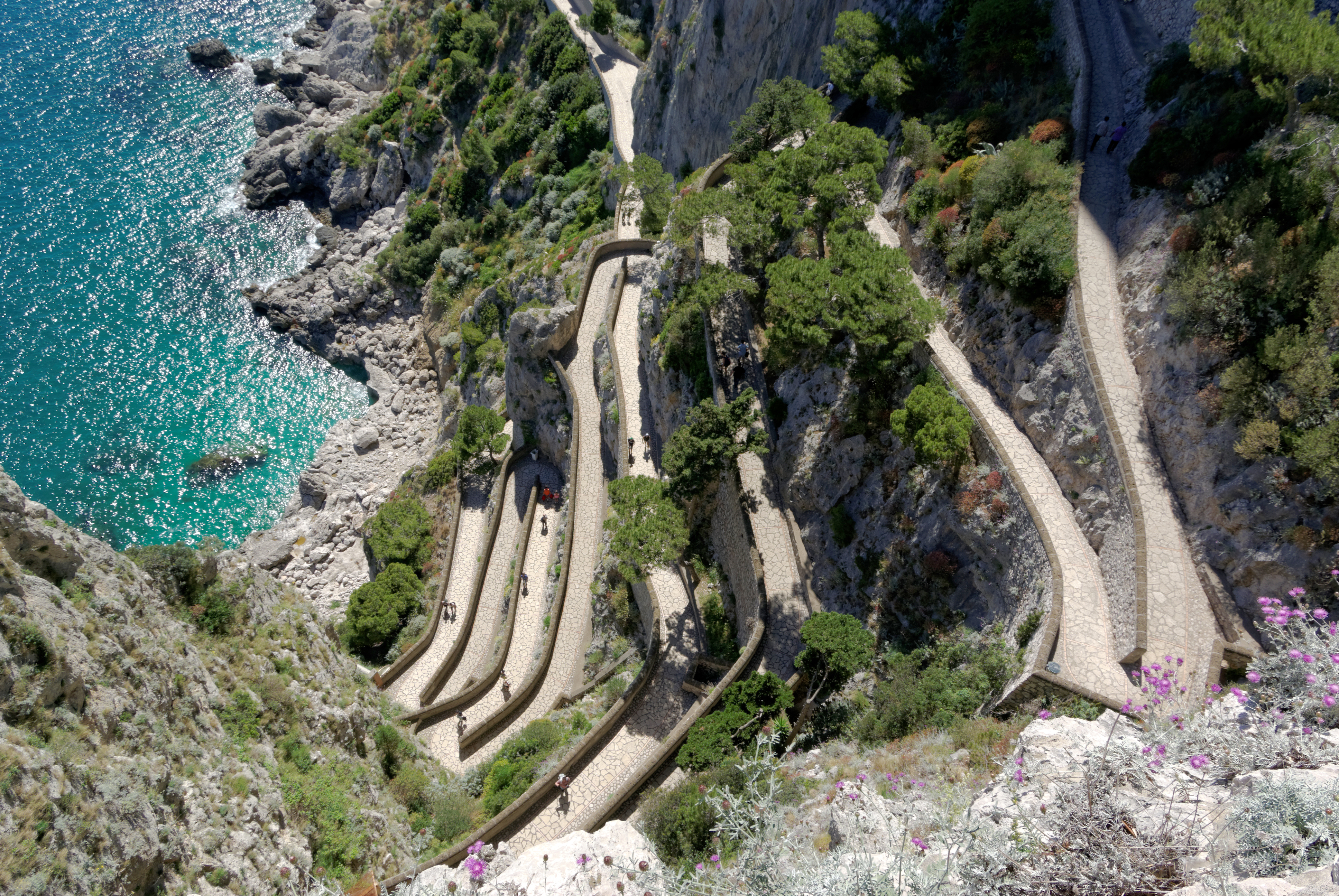
Via Krupp

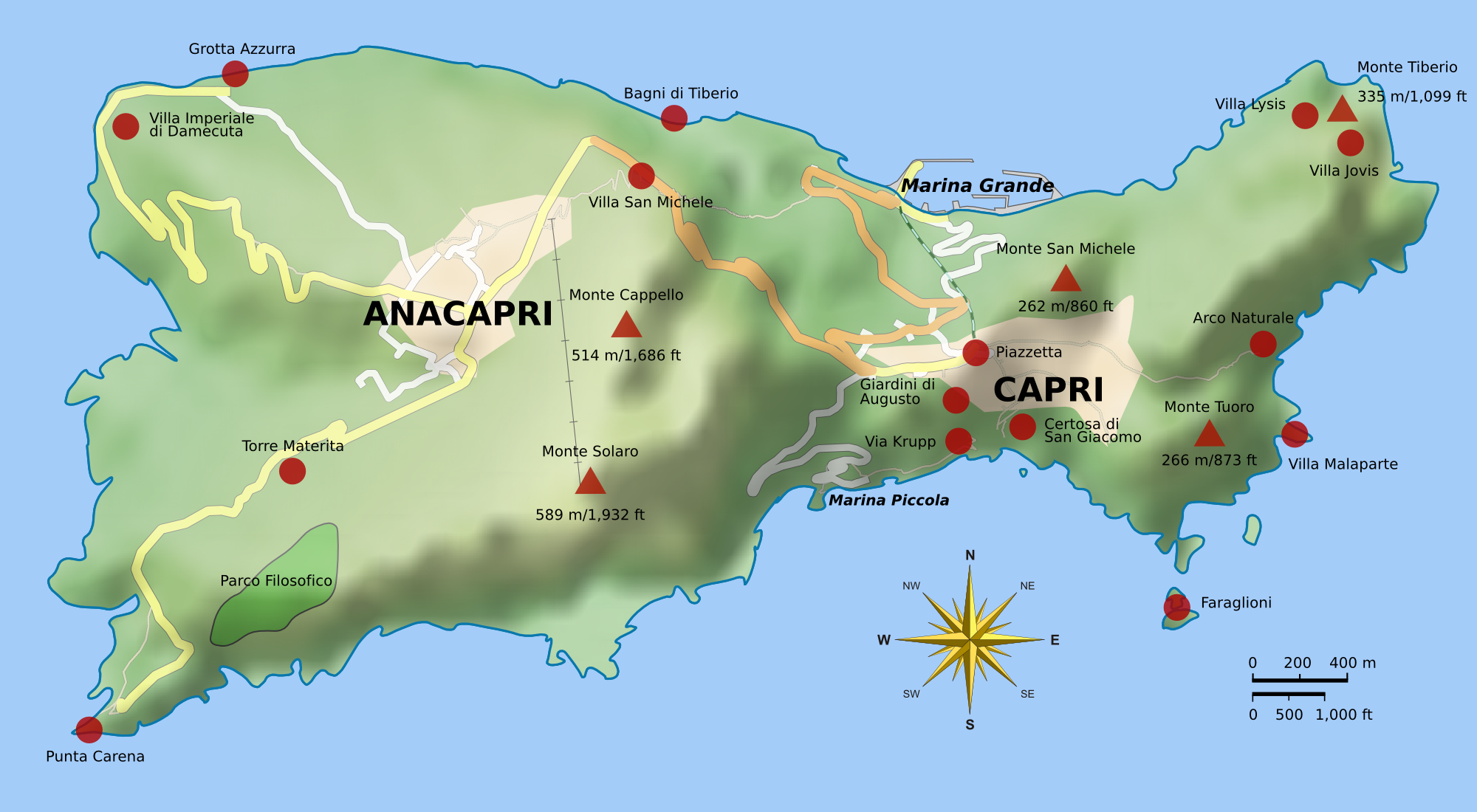
Localizarea Viei Krupp pe coasta sudică a insulei Capri, lângă Marina Piccola.

Via Krupp este un drum pietonal pavat în serpentină de pe insula Capri, care conectează zona formată de Conventul San Giacomo și Grădinile lui Augustus cu Marina Piccola. Comandat de către industriașul german Friedrich Alfred Krupp, drumul acoperă o diferență de altitudine de circa 100 m.
Construită între 1900 și 1902, Via Krupp a fost aparent o cale de legătură pentru Krupp între luxosul său hotel, Grand Hotel Quisisana, și Marina Piccola, unde era ancorată nava sa de cercetare a biologiei marine. Totuși, în secret, acest drum ajungea și la Grotta di Fra Felice, o grotă în care se presupunea că ar fi avut loc orgii sexuale cu tineri localnici. Când scandalul a ieșit la suprafață, Krupp a fost rugat să părăsească Italia în 1902.
Începând din 1976, Via Krupp a fost închisă în majoritatea timpului din cauza pericolului de căderi de stânci.